# Панкок, Бернхард
Бернхард Панкок (нем. Bernhard Pankok, 16 мая 1872, Мюнстер, Вестфалия — 5 апреля 1943, Байербрунн) — немецкий живописец, график, художник-прикладник и архитектор периода модерна.
Учился живописи и скульптуре в Дюссельдорфской (1889—1891) и Берлинской академиях. С 1892 года жил и работал в Мюнхене, городе, который в конце XIX века стал главным центром художественной жизни Германии. Панкок открыл в Мюнхене собственную студию, был в числе основателей «Объединённого союза работников искусств и ремёсел» (Мюнхенского кружка). Сотрудничал в журналах Pan и Jugend . На Всемирной выставке в 1900 году в Париже показал проекты оформления жилых интерьеров в «новом стиле», в том числе «Альковную комнату», а в 1904 году на Всемирной выставке в Сент-Луисе (США) — проект «Музыкальной комнаты».
В 1901—1902 годах Панкок много работал в качестве архитектора: строил дома в Тюбингене, Дессау, Штутгарте. Вместе с Отто Экманом, Рихардом Римершмидом и Бруно Паулем участвовал в основании и работе Германского Веркбунда (1907) и Немецких мастерских, проектировал мебель и детали оборудования интерьеров. С 1902 года жил в Штутгарте. В 1913 году был одним из основателей и первым директором (1913—1917) Государственной школы искусств и ремёсел в Штутгарте. В 1914 году участвовал на выставке Веркбунда в Кёльне.
В 1930 году стал почётным членом Академии художеств в Мюнхене. В 1932 году он стал почётным членом Вестфальской художественной ассоциации в Мюнстере, а год спустя — почётным членом Мюнхенской академии художеств. В 1937 году, несмотря на давление властей, Бернхард Панкок не стал вступать в нацистскую партию и ушёл в отставку.
Государственная академия художеств Штутгарта избрала его почётным членом в 1942 году. В следующем году Панкок умер за шесть недель до своего 71-го дня рождения.
Брат и ученик Бернхарда — Франц Панкок (1874—1921) — декоратор интерьера и художник-прикладник.